# Eriocaulon coniferum
Eriocaulon coniferum là một loài thực vật có hoa trong họ Cỏ dùi trống. Loài này được Herzog mô tả khoa học đầu tiên năm 1924.